# Wirogunan (Purworejo)
Wirogunan is een bestuurslaag in het regentschap Pasuruan van de provincie Oost-Java, Indonesië. Wirogunan telt 3486 inwoners (volkstelling 2010).